# セレモニアル
「セレモニアル」は、武満徹が作曲した笙と管弦楽のための作品。タイトルは「セレモニアル -An Autumn Ode-」とも表記される。英語表記はCeremonial。

## 概要
1992年に、指揮者の小澤征爾とサイトウ・キネン・オーケストラからの委嘱によって作曲され、同年に完成した。初演は同年の9月5日に、長野市民文化会館で開催されたサイトウ・キネン・フェスティバル松本のオープニング・コンサートで、笙の演奏家の宮田まゆみ、小澤征爾指揮のサイトウ・キネン・オーケストラによって行われた。
その後、佐渡裕やシャルル・デュトワらによっても演奏されている。

## 特徴
3管編成の管弦楽と雅楽の楽器である笙のために書かれており、笙は序奏と後奏で不可思議な音を響かせる。演奏時間は約8分。武満が1973年に作曲した『秋庭歌』の主要旋律が引用されている。

## 編成
フルート3（ピッコロ持ち替え）、オーボエ3、クラリネット3、バス・クラリネット、ファゴット3、ホルン4、トランペット3、トロンボーン3、ヴィブラフォーン、グロッケンシュピール、アンティーク・シンバル、ハープ、チェレスタ、弦5部、独奏笙

## 楽譜
ショット・ミュージック株式会社よりレンタル譜が提供されている。